# Stáddájávrre
Stáddájávrre, enligt tidigare ortografi Staddajaure, är en sjö i Jokkmokks kommun i Lappland och ingår i Luleälvens huvudavrinningsområde. Sjön har en area på 1,84 kvadratkilometer och ligger 959 meter över havet. Stáddájávrre ligger i Sulitelma Natura 2000-område. Sjön avvattnas av vattendraget Stáddájåhkå.

## Delavrinningsområde
Stáddájávrre ingår i det delavrinningsområde (745382-153145) som SMHI kallar för Utloppet av Staddajaure. Medelhöjden är 1 153 meter över havet och ytan är 23,78 kvadratkilometer. Det finns ett avrinningsområde uppströms, och räknas det in blir den ackumulerade arean 45,21 kvadratkilometer. Stáddájåhkå som avvattnar avrinningsområdet har biflödesordning 4, vilket innebär att vattnet flödar genom totalt 4 vattendrag (Stálojåhkå, Vuojatädno, Stora Luleälv, Luleälven) innan det når havet efter 445 kilometer. Avrinningsområdet består mestadels av kalfjäll (87 procent). Avrinningsområdet har 3,04 kvadratkilometer vattenytor vilket ger det en sjöprocent på 12,8 procent. Delavrinningsområdet täcks till 0,7 procent av glaciärer, med en yta av 0,1669 kvadratkilometer.